# Александар Кукољ
Александар Кукољ (Праг, 9. септембар 1991) јесте репрезентативац Србије у џудоу. 

## Биографија
Рођен је у Прагу, живи и тренира у Београду, а пореклом је из Зворника.
На Светском првенству за јуниоре 2009. заузео је пето место, а 2010. освојио је две медаље, сребро на Европском првенству за јуниоре и бронзу на Европском првенству за млађе сениоре. На Европском првенству 2012. био је пети, а на Европском првенству за млађе сениоре седми. Пето место заузео је и на Европском првенству 2013, а на Европском првенству за млађе сениоре дошао је до сребра. Исте године освојио је златну медаљу на Медитеранским играма у Мерсину. На Европским играма у Бакуу 2015. био је седми, а још једно пето место освојио је на Европском првенству 2016. Исте године учествовао је на Олимпијским играма у Рио де Жанеиру. У првом колу био је слободан, у другом је био бољи од Словенца Жганка, али је у трећем изгубио од каснијег олимпијског првака, Јапанца Бејкера.
На Европском првенству 2017. освојио је историјску златну медаљу за српски џудо на Европским првенствима.